# Bledius talpa
Bledius talpa ist ein Käfer aus der Familie der Kurzflügler (Staphylinidae).

## Merkmale
Die Käfer erreichen eine Körperlänge von 4,5 Millimetern und haben eine schwarze Körperfärbung. Der Hinterwinkel des Halsschildes ist klein und rechteckig, wobei die Seite davor sichtbar ausgeschweift ist. Der Halsschild ist matt und chagriniert und trägt längs eine sehr feine, etwas vertiefte Mittellinie. Die bläulich gefärbten Deckflügel sind gleich lang wie zusammen breit.

## Vorkommen und Lebensweise
Die Art kommt in Nordeuropa und im östlichen Mitteleuropa vor. Man findet sie in Norwegen, Finnland, Schweden und dem Norden Russlands, den baltischen Staaten sowie in Deutschland und Polen an der Ostsee, in den Gebirgen im Osten Deutschlands und auch in Baden-Württemberg. In Österreich ist sie aus Tirol, Salzburg und der Steiermark bekannt. Dadurch, dass die Art südlich von Dänemark Gebietsweise fehlt und erst wieder im Alpenraum auftritt, ist an eine boreomontane Verbreitung zu denken, sie kommt jedoch auch bis in den Süden Schwedens (z. B. Schonen) und in Dänemark in Jütland vor. Die Art besiedelt fein- und grobsandige Ufer von Flüssen und Seen an unbewachsenen Stellen. Dort lebt sie in gegrabenen Gängen im feinen Bewuchs von Kryptogamen.